# Zorro (informatyka)
Zorro – nazwa magistrali rozszerzeń stosowanej w komputerach Amiga.
Magistrala Zorro oferowała obsługę DMA, bus mastering oraz autokonfigurację i automatyczne przypisywanie adresów (podobny do plug and play, stosowanego w komputerach osobistych, ale stworzony wcześniej).
W sloty te wyposażone były tylko modele z linii hi-end. Dla komputerów nie posiadających magistrali Zorro niezależni producenci stworzyli odpowiednie płyty rozszerzające je o te gniazda.

## Wersje

### Zorro
Gniazdo rozszerzające Zorro wprowadzona w roku 1985 w komputerach Amiga 1000. W rzeczywistości nazwa ta dotyczyła pierwotnie płyty głównej, a nie magistrali, ale przyjęło się nazywać tak samą magistralę.

### Zorro II
Wprowadzono w roku 1987 w komputerach Amiga 2000. Magistrala Zorro II była niejako buforowanym rozszerzeniem magistrali procesora MC68000, oferującym obsługę bus masteringu (karta rozszerzeń mogła sama inicjować transmisje, bez pośrednictwa procesora lub kontrolera magistrali, także bezpośrednio do innej karty). Procesor mógł bezpośrednio adresować każde urządzenie jako pamięć RAM. Magistrala oferowała też protokół Autoconfig, dzięki któremu oprogramowanie automatycznie odnajdywało kartę, określało jej typ, po czym przydzielało adresy i przerwania (podobny mechanizm stosuje standard plug and play, wprowadzony w Windows 95).

### Zorro III
Wprowadzona w roku 1990 w komputerach Amiga 3000, stosowana też w komputerach Amiga 4000. Zorro III, w odróżnieniu od poprzedniczki, miała 32-bitową szynę danych. Dla zgodności ze starszymi kartami użyto jednak tego samego, 100-nóżkowego gniazda, co wymusiło multipleksowanie szyn danych i adresowej, co z kolei komplikowało budowę kart i obniżało osiągi. Magistrala pracowała asynchronicznie względem procesora i oferowała tzw. arbitraż, co umożliwiało użycie kilku kart w trybie bus master jednocześnie.